# Vezzano (Trento)
Vezzano és un antic municipi italià, dins de la província de Trento. L'any 2007 tenia 2.100 habitants. Limitava amb els municipis de Calavino, Molveno, Padergnone, San Lorenzo in Banale, Terlago i Trento.
L'1 de gener 2016 es va fusionar amb els municipis de Terlago i Padergnone creant així el nou municipi de Vallelaghi, del qual actualment és una frazione.

## Administració
| Període | Identitat  | Partit       |
| ------- | ---------- | ------------ |
| 2005-   | Eddo Tasin | Lista cívica |